# Bruno Cathala (magistrat)
Pour les articles homonymes, voir Bruno Cathala et Cathala.
Ne doit pas être confondu avec Bruno Cathala (auteur de jeux).
Bruno Cathala, né le 23 juillet 1955 à Pamiers en France, est un magistrat français. Il a été le premier Greffier de la Cour pénale internationale (3 juillet 2003 – 9 avril 2008) et président de la chambre sociale de la Cour de cassation française entre 2018 et 2022.

## Biographie

### Études
Ancien élève du lycée français Jean Monnet de Bruxelles, Bruno Cathala effectue ses études de droit à Paris. En 1978, il obtient une maîtrise de droit à l’université Paris-XI puis un diplôme d’études approfondies en droit civil en 1980. Il intègre l’École nationale de la magistrature en janvier 1981 (promotion 1981 A).

### Carrière en France

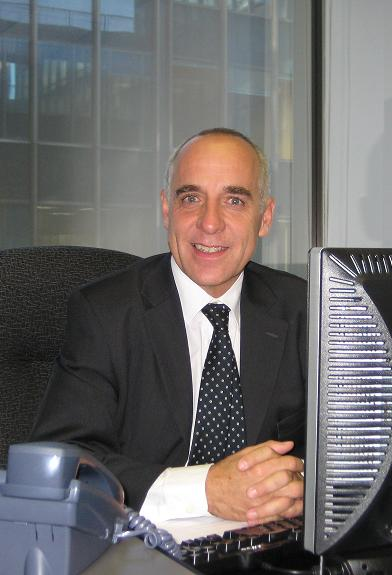
Bruno Cathala en 2008.

Après avoir été auditeur de justice au tribunal de grande instance de La Rochelle, Bruno Cathala commence sa carrière de magistrat en tant que juge des enfants (tribunaux de grande Instance de Rouen puis de Nîmes – de 1981 à 1987). Il est ensuite nommé à l’École nationale de la magistrature pour enseigner aux futurs magistrats la fonction de juge des enfants (1987-1990).
Il devient alors président du tribunal de grande instance de Montargis (1990–1994).
Il effectue un passage au ministère de la justice, en qualité de sous-directeur de la Protection judiciaire de la jeunesse (1994-1996). Puis, après avoir servi en qualité de vice-président du tribunal de grande instance de Créteil (1996-1999) -présidence des chambres familiales et pénales-, Bruno Cathala est nommé inspecteur des services judiciaires (1999-2001). Cette fonction lui donne l’occasion de notamment participer à la réalisation d’audits de fonctionnement de juridictions ainsi que d’un rapport rédigé en commun avec l’Inspection des affaires sociales (Pierre Naves) portant sur les «Accueils provisoires et placements d'enfants et d'adolescents : des décisions qui mettent à l'épreuve le système français de protection de l'enfance et de la famille» (2000).
À son retour en France, après sept années passées au service de la justice pénale internationale, il est nommé président du tribunal de grande instance d'Évry (avril 2008), premier président de la cour d'appel de Douai (septembre 2014) puis conseiller à la chambre criminelle de la Cour de cassation (septembre 2017) et président de la chambre sociale de la Cour de cassation (octobre 2018).

### Carrière internationale
Après avoir occupé le poste de Greffier adjoint au Tribunal pénal international pour l’ex-Yougoslavie (2001-2002), Bruno Cathala rejoint la Cour pénale internationale sise à La Haye. Il est nommé par la première session de l’Assemblée des États Parties au statut de la Cour, le 9 septembre 2002, directeur des services communs, devenant ainsi le premier fonctionnaire recruté par cette organisation. À ce titre il est appelé à assumer « à titre intermédiaire, les fonctions et les responsabilités du Greffier » en attendant que le Greffier prenne ses fonctions (décision ICC-ASP/1/Décision 2).
Il est élu par la suite Greffier de la Cour pénale internationale à la majorité absolue des juges réunis en session plénière le 24 juin 2003 pour un mandat de 5 ans. Il prête serment le 3 juillet de cette même année. Il quittera la CPI à la fin de son mandat en avril 2008 pour rejoindre la justice française.

## Décorations
- Officier de la Légion d'honneur Il est promu officier par décret du 30 décembre 2016[7]. Il était chevalier du 11 avril 2008[8].
- Officier de l'ordre national du Mérite Il est fait officier par décret du 2 mai 2012 [9].
- Officier de l'ordre d'Orange-Nassau - décembre 2008[10] (Pays-Bas)